# Delta Force: Xtreme
Delta Force: Xtreme là tựa game bắn súng góc nhìn người thứ nhất do hãng NovaLogic đồng phát triển và phát hành cho Microsoft Windows vào năm 2005. Đây là phần thứ bảy (không bao gồm các tựa game console) của dòng game. Là một phiên bản phụ, nó sử dụng lại các màn chơi từ những phiên bản Delta Force trước đây. Trò chơi đặt trọng tâm vào ba chiến dịch, tập trung vào việc ngăn chặn các chuyến buôn ma túy ở Peru, nhằm loại bỏ các mối đe dọa khủng bố ở Chad và Novoya Zemlya.

## Lối chơi
Delta Force: Xtreme tập trung vào ba chiến dịch từ Delta Force: Peru, Chad và Novaya Zemlya. Phần chơi đơn của trò chơi (không giống như các tựa game trước), giới thiệu kiểu tác chiến bằng xe, nhưng chủ yếu là chiến đấu trên bộ để giữ cân bằng. Trò chơi cũng có phạm vi "kiểu cũ" đã có mặt trong bốn bản Delta Force đầu tiên. Các kiểu chơi (Deathmatch, Team Deathmatch, King of the Hill, v.v.) từ bản gốc Delta Force (trò chơi điện tử) cũng được đưa trở lại.

## Đón nhận
Delta Force: Xtreme nhận được nhiều đánh giá "trái chiều" theo trang web tổng hợp kết quả đánh giá trò chơi điện tử Metacritic.